# Adolf von Brudermann
Adolf Rudolf Theodor Ritter von Brudermann (Beč, 2. lipnja 1854. – Beč, 16. listopada 1945.) je bio austrougarski general i vojni zapovjednik. Tijekom Prvog svjetskog rata zapovijedao je 3. konjičkom divizijom i Konjičkim korpusom Brudermann na Istočnom bojištu.

## Vojna karijera
Adolf von Brudermann je rođen 2. lipnja 1854. u Beču. Sin je Rudolfa Brudermanna starijeg, inače istaknutog austrijskog generala i Gisele von Babarczy. I dva Rudolfova brata starija brata, Anton i Rudolf, odabrali su vojni poziv, te su bili istaknuti austrougarski zapovjednici u Prvom svjetskom ratu. Adolf je pohađao Kadetsku školu u Mariboru, nakon čega nastavlja školovanje u Terezijanskoj vojnoj akademiji u Bečkom Novom Mjestu koju završava 1874. godine. Potom s činom poručnika služi u 1. ulanskoj pukovniji. U svibnju 1879. promaknut je u čin natporučnika, a u studenom 1889. u čin konjičkog satnika. U svibnju 1890. postaje instruktorom u vojnoj konjičkoj školi koju dužnost obnaša do srpnja 1904. godine. U međuvremenu je, u svibnju 1897., unaprijeđen u čin bojnika, dok čin potpukovnika dostiže u studenom 1900. godine. U srpnju 1904. postaje zapovjednikom 2. ulanske pukovnije, a u studenom te iste godine dobiva promaknuće u čin pukovnika. U travnju 1910. imenovan je zapovjednikom 3. konjičke brigade smještene u Mariboru, a te iste godine u listopadu je unaprijeđen u čin general bojnika. U lipnju 1913. postaje zapovjednikom 3. konjičke divizije u Beču, da bi u studenom te godine bio promaknut u čin podmaršala. Na dužnosti zapovjednika 3. konjičke divizije nalazi se i na početku Prvog svjetskog rata.

## Prvi svjetski rat
Na početku Prvog svjetskog rata 3. konjička divizija nalazila se u sastavu 1. armije kojom je na Istočnom bojištu zapovijedao Viktor Dankl. Zapovijedajući 3. konjičkom divizijom Brudermann sudjeluje u Bitci kod Krasnika, te borbama kod Lubina. U listopadu 1914. Brudermann je s 3. konjičkom divizijom premješten dalje na sjever gdje sudjeluje u borbama oko Ivangoroda. Krajem 1914. Brudermann je s 3. konjičkom divizijom ponovno premješten i to u sastav 2. armije u sklopu koje sudjeluje u borbama oko Tomaszowa, da bi početkom 1915. bio premješten u Karpate gdje sudjeluje u Karpatskoj ofenzivi. U srpnju 1915. 3. konjička divizija ulazi u sastav 7. armije pod zapovjedništvom Karla von Pflanzer-Baltina u sklopu koje sudjeluje u borbama na Dnjestru i Siretu.
Nakon početka Brusilovljeve ofenzive Brudermann postaje zapovjednikom posebno formiranog Konjičkog korpusa Brudermann. Nakon zaustavljanja ofenzive korpus je u kolovozu rasformiran, da bi u listopadu bio ponovno ustrojen radi sudjelovanja u borbama u Rumunjskoj. U studenom 1916. sve lošije zdravstveno stanje natjeralo je Brudermanna da napusti zapovjedništvo Konjičkog korpusa Brudermann, te zatraži umirovljenje. To mu je i odobreno, te je u ožujku 1917. umirovljen prilikom čega je promaknut u čin generala konjice.

## Poslije rata
Nakon završetka rata Brudermann se povukao iz javnog života, te je živio u Beču, ne predaleko od svog starijeg brata Rudolfa. U Beču je i preminuo 16. listopada 1945. u 92. godini života. Od ožujka 1886. je bio oženjen s Amaliom Strzygowski s kojom je imao tri kćeri.

## Vanjske poveznice
(eng.) Adolf von Brudermann na stranici Austro-Hungarian-Army.co.uk

(eng.) Adolf von Brudermann na stranici Oocities.org

(rus.) Adolf von Brudermann na stranici Hrono.ru